# Сун Юйчі
Сунг Ю-чі  (кит.: 宋玉麒 Sòng Yù-qí, 16 січня 1982) — тайванський тхеквондист, олімпійський медаліст.

## Виступи на Олімпіадах
| Олімпіада  | Дисципліна | Місце |
| ---------- | ---------- | ----- |
| Пекін 2008 | до 68 кг   | 3T    |